# Christian Abraham Rotermann
Christian Abraham Rotermann, född 19 juli 1801 i Paide i dåvarande Ryssland, död 17 juli 1870 i Tallinn, var en affärsman i dåvarande Ryssland.
Christian Abraham Rotermann var son till Christian Rotermann, som var tyskbaltisk guldsmed i Paide. Christian Abraham Rotermann började som hattmakare och bosatte sig i dåvarande Reval 1828. Han blev där affärsman och grundade handelsfirman "Chr. Rotermann", som främst var engagerad i tillverkning av byggmaterial och import och export av dem. Christian Abraham Rotermann byggde också Rotermanns varuhus vid Virutorget 1849, vilket var Estlands första varuhus. Området nordost om Virutorget  blev så småningom platsen för ett omfattande fabrikskomplex och det så kallade Rotermannkvarteret vid Havsavenyn.
År 1861 byggde Christian Abraham Rotermann det första ångkraftverket i Tallinn, vilket var en del av hans stärkelse- och spritfabrik. Ånganläggningen förstördes 1869 av eld och Rotermann byggde en ny ångfabrik och fabrik på Hobujaamagatan och också en cikoriafabrik och ett saltverk. 
Christian Abraham Rotermann var gift med Margaretha Auguste Rotermann och var far till bland andra Christian Barthold Rotermann, som kraftigt expanderade Rotermannföretaget.